# Longxi (köpinghuvudort i Kina, Hunan Sheng, lat 28,74, long 109,67)
Longxi (kinesiska: 龙溪, 龙溪镇) är en köpinghuvudort i Kina. Den ligger i provinsen Hunan, i den södra delen av landet, omkring 330 kilometer väster om provinshuvudstaden Changsha. Antalet invånare är 31 863. Befolkningen består av 15 487 kvinnor och 16 376 män. Barn under 15 år utgör 24,0 %, vuxna 15-64 år 65 %, och äldre över 65 år 9,0 %.
Runt Longxi är det ganska tätbefolkat, med 139 invånare per kvadratkilometer. Närmaste större samhälle är Qianling, 3,7 km sydväst om Longxi. I omgivningarna runt Longxi växer huvudsakligen savannskog.
Genomsnittlig årsnederbörd är 1 790 millimeter. Den regnigaste månaden är maj, med i genomsnitt 312 mm nederbörd, och den torraste är december, med 28 mm nederbörd.